# رباعي فلوريد البلوتونيوم
فلورايد البلوتونيوم الرباعي، هو مركب كيميائي صيغته (PuF4). وهو كجميع مركبات البلوتونيوم، فهو خاضح للسيطرة بموجب معاهدة الحد من انتشار الأسلحة النووية.
إنه مادة صلبة بنية اللون ولكن يمكن أن يظهر بمجموعة متنوعة من الألوان اعتمادًا على حجم الحبيبات والنقاء ومحتوى الرطوبة والإضاءة ووجود الملوثات.  كان استخدامه الأساسي في الولايات المتحدة كمنتج وسيط في إنتاج معدن البلوتونيوم لاستخدامه في الأسلحة النووية. 

## تحضيره
يتم إنتاج فلوريد البلوتونيوم (IV) في التفاعل بين ثاني أكسيد البلوتونيوم (PuO  2 ) أو البلوتونيوم (III) فلوريد (PuF  3 ) مع حمض الهيدروفلوريك (HF) في تيار من الأكسجين (O  2 ) عند 450 إلى 600 درجة مئوية. الغرض الرئيسي من تيار الأكسجين هو تجنب اختزال المنتج بغاز الهيدروجين ، حيث توجد كميات صغيرة منه غالبًا في HF. 
PuO2 + O2 + 4 HF → PuF4 + O2 + 2 H2O
4 PuF3 + O2 + 4 HF → 4 PuF4 + 2 H2O
(ملحوظة: العدد 4 على يمين المعادلة مكانه الصحيح على اليسار  عند PuF3؛ يحدث هذا القفز بين اليسار واليمين   عند ترجمة تفاعل من الإنكليزية إلى العربية!)
يتسبب الإشعاع بالليزر لسداسي فلوريد البلوتونيوم (PuF6) بأطوال موجية أقل من 520 نانومتر في تحللها إلى خماسي فلوريد البلوتونيوم (PuF5) والفلور ؛ إذا استمر هذا ، يتم الحصول على فلوريد البلوتونيوم (IV). 

## انتاج البلوتونيوم
يتم إنتاج البلوتونيوم المعدني بتفاعل رباعي فلوريد البلوتونيوم مع الباريوم والكالسيوم والليثيوم عند درجة حرارة 1200 مئوية.
PuF4 + 2 Ba → 2 BaF2 + Pu
PuF4 + 2 Ca → 2 CaF2 + Pu
PuF4 + 4 Li → 4 LiF + Pu

## تعليمات السلامة
السمية الكيميائية لرباعي فلوريد البلوتونيوم معروفة. والاهم من ذلك يجب الاخذ في الاعتبار الأخطار القائمة على النشاط الإشعاعي لهذا المركب وكذلك للبلوتونيوم ، بشرط وجود كمية مناسبة من المادة (كمية 2 غرام تعتبر شديدة الاشعاع).

## اقرأ أيضا
- سداسي فلوريد البلوتونيوم